# Платна автомобільна дорога

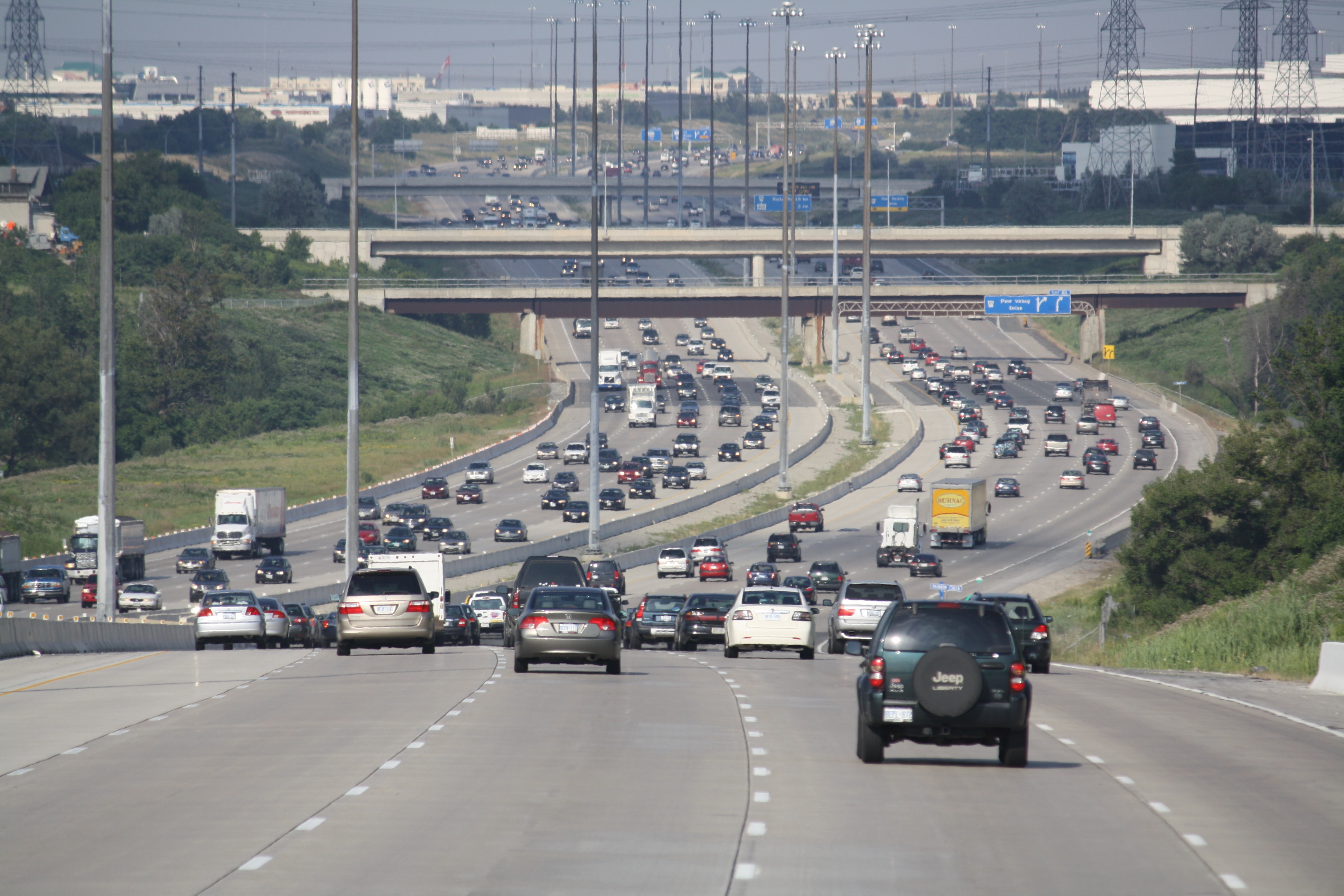
Платна дорога HWY 407, Вон (Канада). Серединна смуга, відділена бетонними бар'єрами, зарезервована для майбутнього поширення дороги до 6 смуг руху в кожному напрямку (завершене 2015 року)

Пла́тна автомобі́льна доро́га — автомобільна дорога або її частина, за проїзд якою з водіїв стягується певна плата. Ця оплата вводиться, щоб покрити витрати на будівництво та утримання доріг.
Оплата за проїзд є також одним зі способів перерозподілення транспортних потоків між дорогами для зменшення заторів і збільшення пропускної спроможності всієї мережі доріг.
Поряд з дорогами існують платні мости і тунелі, гроші з яких йдуть на погашення довгострокового кредиту, отриманого на дороге́ будівництво або ж на часткове чи повне покриття експлуатаційних витрат.
Транспортний засіб (надалі — ТЗ), що проїхав такою дорогою без оплати, відстежується за номерними знаками і його власники отримують рахунок (або штраф), який потрібно оплатити протягом певного часу. Якщо ТЗ рентований, то штраф надсилається на адресу компанії, на яку зареєстрований автомобіль.

## Історія
Платні дороги існували з давніх часів. Мито стягувалося з мандрівників, що подорожували як на возі або верхи, так і пішки. Відомо, що 2700 років тому в Ассирії вже було державно узаконено збирання плати за проїзд дорогами.
У Стародавньому Римі за проїзд головними дорогами теж стягували плату. Пункти оплати зазвичай розміщувалися біля мостів або міських воріт, тобто в місцях, які не можна обминути.
У численних літературних творах XVII—XIX століть згадується про мито, яке стягували з мандрівників на дорогах різних країн. Зараз неможливо з'ясувати, чи це було мито за в'їзд на якусь територію (тобто, гроші або викуп надходили до загального бюджету чи до кишені місцевих можновладців), чи спосіб фінансування дорожніх робіт.
Перші пункти збирання плати в Європі, що датуються XV століттям, виглядали як шлагбауми з прикріпленими шипами або списами, що виконували функцію захисту від нападу. Від давньої назви такого шлагбауму (англ. turnpike) пішла назва сучасних платних доріг у Великій Британії.

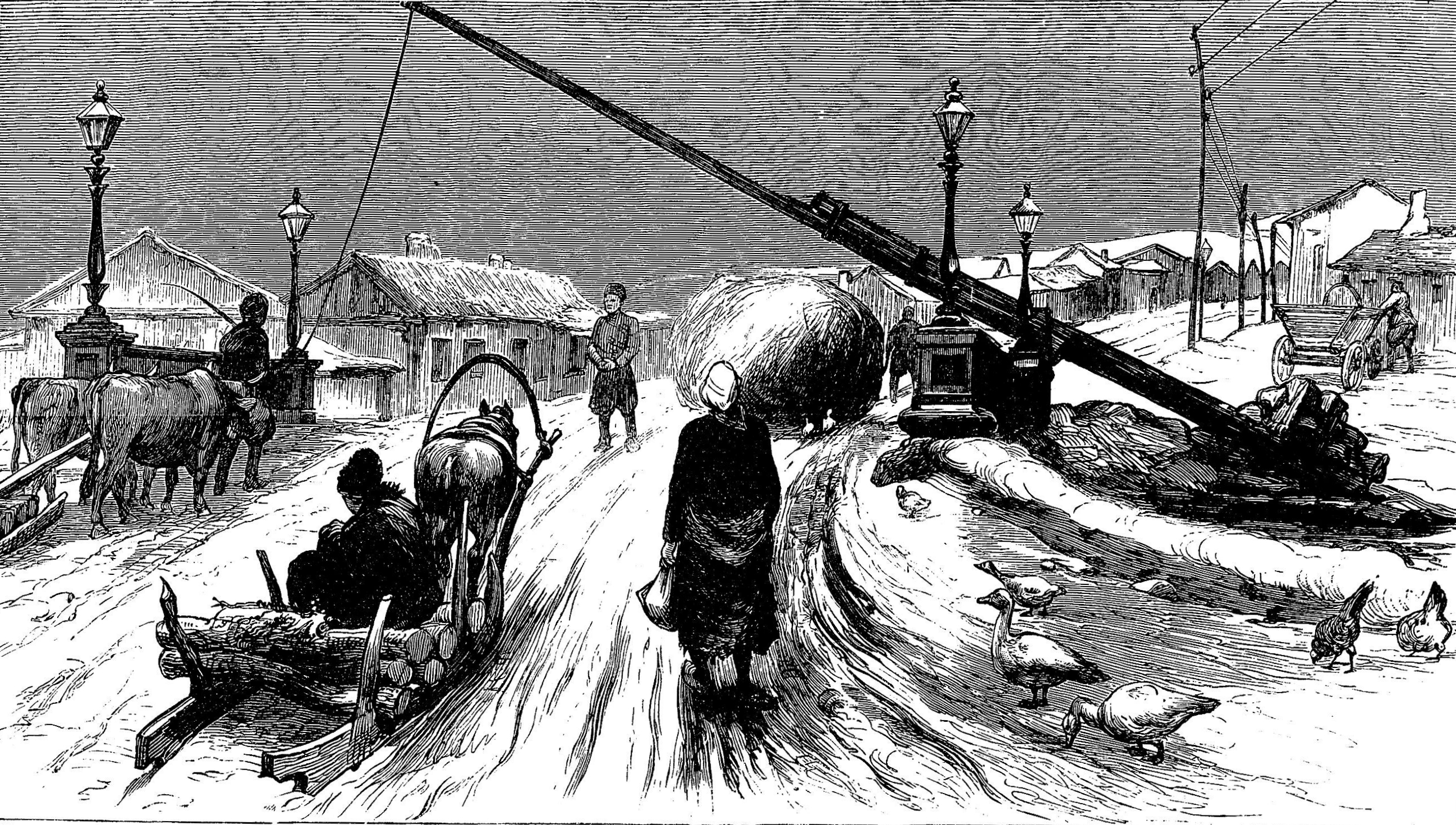
Пункт сплати на дорозі в Румунії, малюнок 1877 року

Багато сучасних європейських доріг спочатку проєктувалися як платні з метою подальшої компенсації витрат на будівництво та експлуатацію, а також як додаткове джерело доходу в бюджет коштом користувачів, які не є жителями даного регіону.
1663 року в Гантінгдонширі (Англія) було заснований перший у Європі орган зі збору оплати за проїзд по дорозі між Herfordshire і Wadesmill (приблизно 12 миль). Побічним результатом цього став швидкий розвиток мережі інших доріг в обхід шлагбауму.
З 1706 року в Англії та Уельсі засновувалися трасти з експлуатації платних доріг (Turnpike trusts) з метою поліпшення мережі доріг і транспортного сполучення. Ці органи призначалися окремими парламентськими актами й наділялися повноваженнями збору плати за користування дорогою, що відшкодовувала витрати на будівництво, реконструкцію та експлуатацію найбільш важливих шляхів. До 1750 року 13 головних доріг, що розходилися від Лондона, вже були обладнані пунктами збору оплати.
Трасти були скасовані в 1870-х роках, за час свого існування значно поліпшивши дорожньо-транспортну інфраструктуру держави, сприяючи розвитку сільського господарства і товарообігу.
У Російській імперії першою платною була дорога Санкт-Петербург — Шліссельбург (1732). Оплата залежала від кількості коней у возі чи кареті і навіть за проведення домашньої худоби. А першою платною «магістральною дорогою» стала відремонтована 1742 року «Першпективна дорога» від Соснинського яму на Волхові до Петербурга (123 версти, або 131 км). Слід зазначити, що тоді вперше зустрічається сезонна диференціація оплати — взимку тариф був удвічі менший, з урахуванням того, що під шаром снігу та льоду дорога менше псується від карет і возів. Військові звільнялися від оплати. Втім, зібраних коштів ледве вистачало на утримання персоналу «рогаток» — місць обладнаних шлагбаумами. 1754 року вийшов указ про припинення збирання оплати за користування дорогами в Росії.
Бурхливий розвиток платних доріг розпочався в XX столітті. В Америці першою платною дорогою стала ділянка дороги у Лонг-Айленд (1910) довжиною 10 миль (16 км). Початково вона слугувала для автоперегонів і лише після їх заборони стала платною. У Німеччині перша платна дорога AVUS була споруджена 1921 року. Насправді це теж була дорога для автоперегонів, а в перерві між ними за певну плату була доступна для всіх охочих.
Італія стала першою в Європі країною, де платні дороги були такими ще від стадії проєктування. Наприкінці 30-х років XX століття в країні вже було відкрито понад 400 км автострад, більшість з яких була платними.
Її наслідувала Греція (1927), де користувачам належало платити за проїзд мережею міжміських доріг. Пізніше, у 50-ті та 60-ті роки у Франції, Іспанії та Португалії почали будівництво доріг на основі концесійних відносин, що дозволили забезпечити швидкий розвиток інфраструктури без використання великих державних вкладень.
Сьогодні система платних автомагістралей успішно запроваджується на всій території Європи, Азії, США, Канади, Австралії, країн Південної Америки та Північної Африки. Розмір плати за проїзд залежить від класу транспортного засобу, його ваги або кількості колісних осей; тарифи для великогабаритного та великовагового транспорту, як правило, вищі ніж для легкових автомобілів. Існують дороги, за проїзд якими оплата знімається лише з вантажних ТЗ.

## Нарахування оплати
Історично склалися чотири основні схеми нарахування оплати.

### Доступ до об'єкта

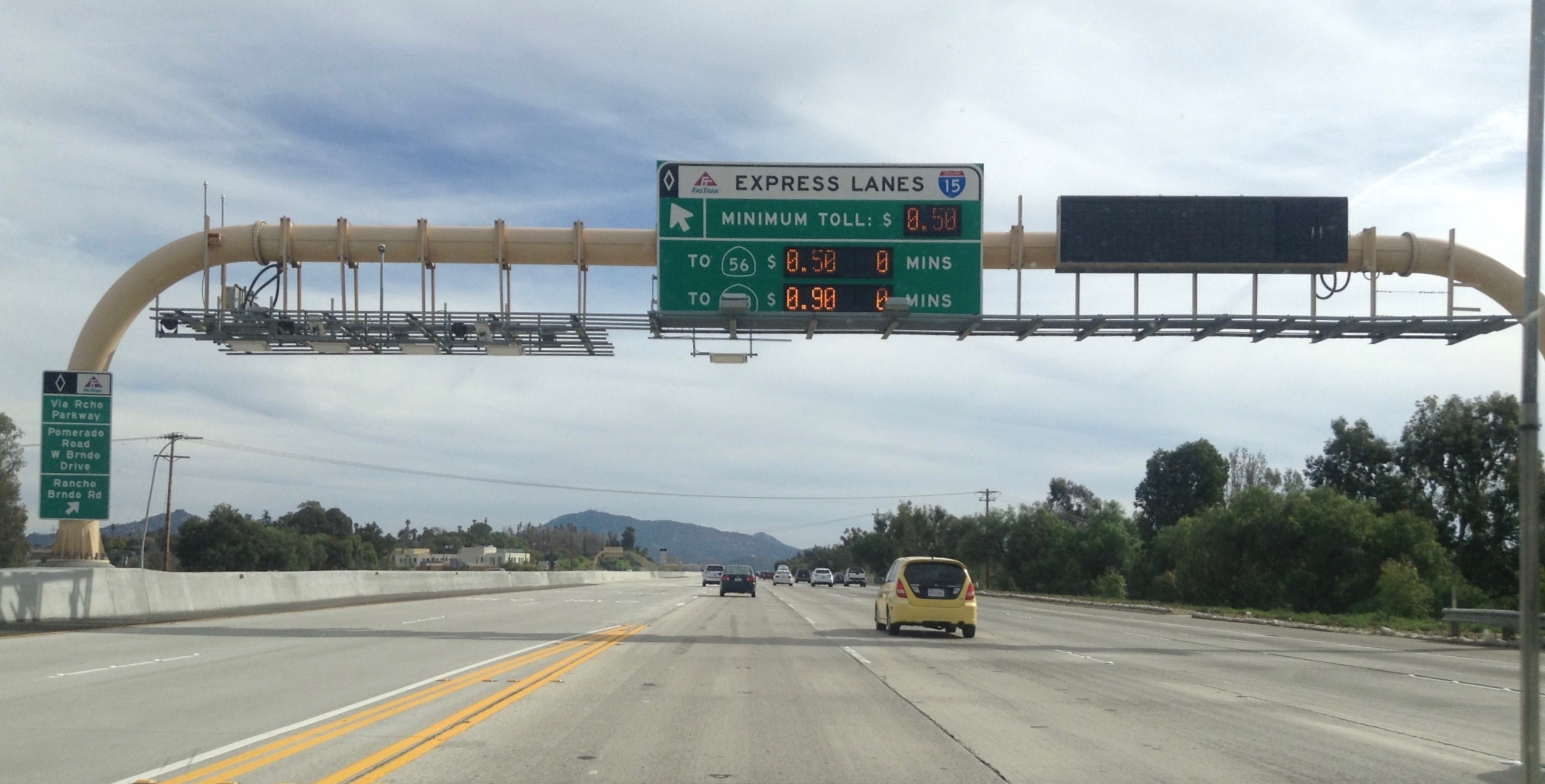
Автомагістраль I-15 (Каліфорнія) має смугу Express (смуга HOV) для автомобілів з пасажирами. Якщо ж у салоні є лише водій, то ця смуга для нього є платною. Тариф є гнучким.

Століттями оплата встановлювалася на дорогах, мостах та тунелях і це ще залишається найпоширенішою формою нарахування. Платною може бути вся дорога або окремі її смуги, наприклад, смуги HOV для авто з одним водієм. Оплата може нараховуватися в одному місці або ж у кількох місцях споруди, що дозволяє встановлювати її величину в залежність від пройденої віддалі (наприклад, на автомагістралі HWY407 в Онтаріо, або Interstate 15 Express у Каліфорнії).
Деякі дороги вимагають оплату лише в одному напрямку. Наприклад, у Великій Британії в місці, де M4 перетинає річку Северн на кожному з двох мостів. Цими мостами рух безкоштовний з Уельсу до Англії, але на зворотному шляху потрібно заплатити. Це виправдано тільки у випадках, коли безкоштовний об'їзд занадто довгий — у цьому випадку близько 40 миль.

### Кордон
Встановлення оплати на кордоні є формою оплати за доступ до району, у якій водії оплачують мито при в'їзді, виїзді або ж у обох випадках. Кордонна схема теоретично може охоплювати кілька внутрішніх кордонів, а також може включати радіальні лінії (для контролю колових переміщень). Нинішні схеми є простими кордонами. Першим прикладом такої схеми було Норвезьке кільце. Кордон з 18 контрольними пунктами, що охоплює Стокгольм, призначений для регулювання заторів. У Великій Британії подібне впроваджено в центрі Дарема.
Схема накладання оплати, впроваджена 1998 року в Сінгапурі, охоплює одним кордоном кілька автомагістралей та артеріальних доріг включно з трьома зонами обмеженого доступу. Фактично, це є гібрид схем доступ до об'єкта та кордон. Платні години змінюються по зонах доступу та дорогах, а сама величина оплати змінюється щопівгодини.

### Зони
У зональній схемі (інколи називається територіальна) водії платять за в'їзд або виїзд, або ж за пересування всередині зони. Межами зони часто слугують природні об'єкти — ріки, насадження дерев, озера, гори, а також штучні споруди — дороги, мости, житлові забудови (на кшталт таун-гаусів). Прикладом такої зони є 21 км2 території навколо центру Лондону (2003). Оплата за в'їзд накладається там лише між 7-ю годиною ранку і 6-ю вечора, причому місцеві жителі мають 90 % знижку..

### Пройдений шлях
За цією схемою оплата лінійно або нелінійно залежить від віддалі, що проїхав транспортний засіб. У схемі доступу до об'єкта також може застосовуватися оплата в залежності від віддалі.
На деяких платних дорогах оплата знімається лише за один напрямок руху. Наприклад, в Австралії проїзд по мосту Гарбор-Брідж (Сідней) оплачується лише за проїзд у південному напрямку.. Теж саме й для тунелю Sydney Harbour Tunnel і 6-кілометрової ділянки автомагістралі Eastern Distributor.

## Диференціація оплати
Схема нарахування оплати може бути фіксованою, годинно-фіксованою або гнучкою.

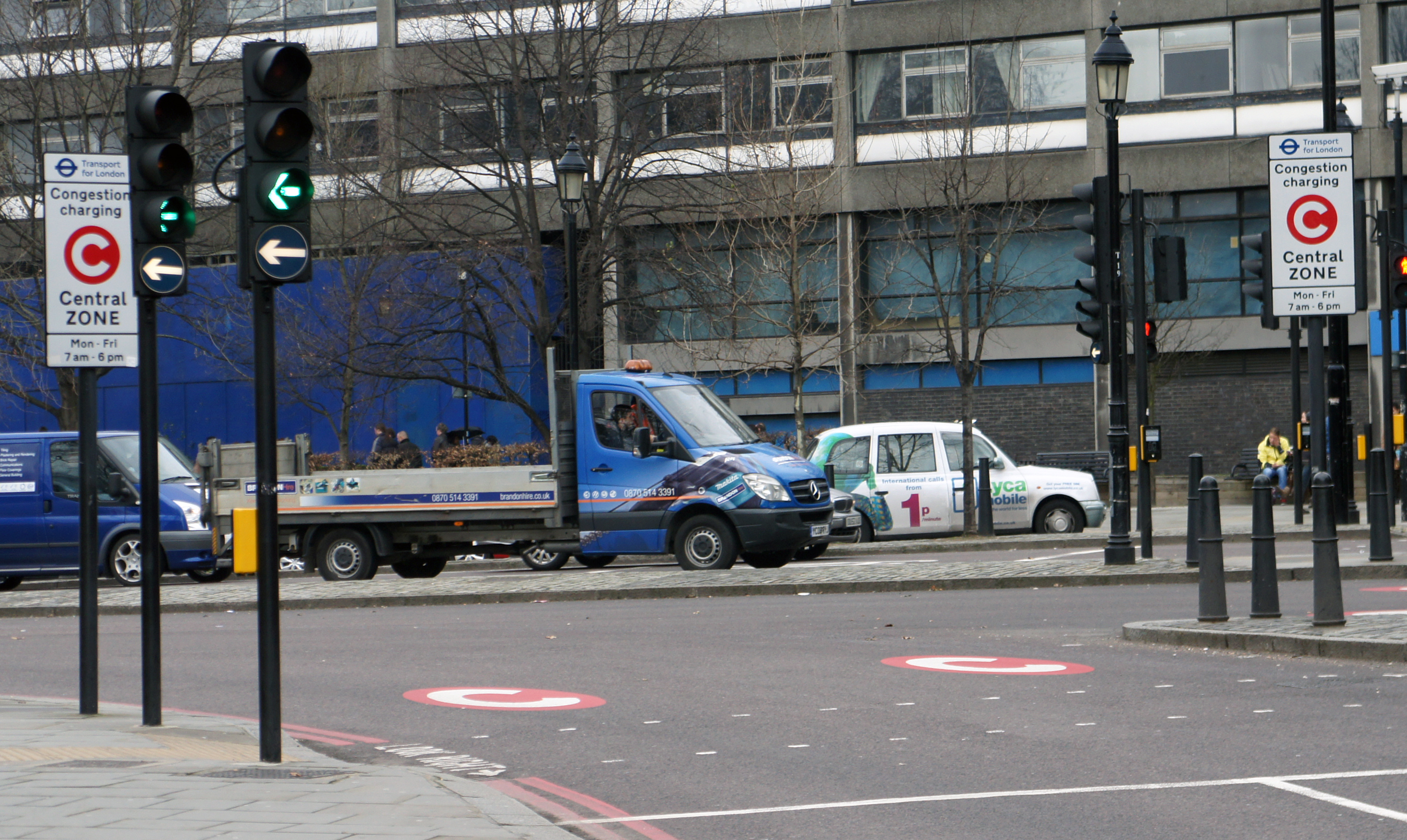
Знаки на вулицях Лондона попереджують, що в робочі години будніх днів проїзд по дорозі є платним

За фіксованої оплати тариф залишається постійним принаймні протягом доби. Найчастіше фіксовані тарифи мають дві величини — для робочих днів та для святкових і вихідних. У Лондоні, наприклад, оплата знімається лише в денний час у робочі дні тижня..
Годинно-фіксований тариф змінюється протягом дня, в окремі дні тижня та в різні сезони (наприклад, пори року чи курортні сезони). Прикладом можуть бути деякі смуги HOV у США, а також Сінгапур та Стокгольм. Часовий інтервал, протягом якого здійснюється перехід від одного тарифу до іншого, у кожному випадку різний, він може змінюватися навіть протягом дня. Аналітичні дослідження передбачають, що такі змінні тарифи призначені для покращення загальної транспортної ситуації. На практиці ж найчастіше обмежуються лише метою покращити ситуацію на окремій автомагістралі, не беручи до уваги транспортний потік на решті доріг.
Гнучкий тариф змінюється в залежності від актуального стану транспортного потоку. Така схема застосовується зараз лише на кількох смугах HOV (автомагістралі I-15 у Сан-Дієго та I-394 у Міннеаполісі), де гнучка оплата покликана підтримувати максимальну пропускну спроможність дороги. Коректування тарифу здійснюється кожні 6 хвилин на I-15 та кожні 3 хвилини на I-394. Якщо аварія блокує смуги руху, тариф відразу підвищується, щоб зменшити кількість автомобілів у місці аварії. Така схема нарахування оплати добре працює для HOV і може бути вигідною при регулюванні доступу до окремих споруд. Але вона ефективна лише тоді, коли водії наперед знають умови оплати і можуть змінити свій маршрут. Крім того, така система непевних тарифів може викликати нервозність у водіїв при прийнятті рішення про зміну маршруту. Окремі транспортні компанії також проти цієї системи, оскільки вона робить невизначеними місячні транспортні витрати.
На початку 1990-х проводилося тестування такого методу в Кембриджі, у ході якого водії платили, якщо швидкість транспортного потоку опускалася нижче зазначеної межі. Відмінність експерименту в Кембриджі в тому, що оплата нараховувалася на всі ТЗ на всіх дорогах центральної частини міста. Експеримент визнали невдалим, головним чином через політичні інтриги та негативну громадську думку.
Гнучкий тариф призначений працювати як негативний зворотний зв'язок між умовами руху (найчастіше заторами) і ціною користування дорогою. Зв'язок має бути досить швидким (зазвичай затримка на кілька хвилин). Більш розвинутим варіантом є прогнозований гнучкий тариф, величина якого збільшується безпосередньо перед очікуваним виникненням затору. Існують розроблені алгоритми прогнозованого тарифу для смуг HOV. Моделювання показали, що його впровадження може запобігати утворенню заторів і підтримувати високу пропускну спроможність доріг, але практичне використання ще зіштовхується з технічними, інформаційними та комунікативними труднощами.
Фіксовані тарифи головним чином призначені для поповнення місцевих бюджетів. Натомість годинно-фіксовані та гнучкі можуть також регулювати завантаження доріг у години пік.

## Способи оплати проїзду
| Методи збирання плати за дорогу                    | Методи збирання плати за дорогу                    | Методи збирання плати за дорогу | Методи збирання плати за дорогу | Методи збирання плати за дорогу |
| -------------------------------------------------- | -------------------------------------------------- | ------------------------------- | ------------------------------- | ------------------------------- |
|                                                    |                                                    |                                 | Відсоток операторів:            |                                 |
| Оплата готівкою або через автомати                 | Оплата готівкою або через автомати                 |                                 | 9%                              | 9%                              |
| Системи, що включають готівкову оплату та автомати | Системи, що включають готівкову оплату та автомати |                                 | 73%                             | 73%                             |
| Електронні системи                                 | Електронні системи                                 |                                 | 91%                             | 91%                             |
| Системи «Відкрита дорога»                          | Системи «Відкрита дорога»                          |                                 | 43%                             | 43%                             |
| Відеорозпізнавання                                 | Відеорозпізнавання                                 |                                 | 23%                             | 23%                             |
| Лише електронні системи                            | Лише електронні системи                            |                                 | 27%                             | 27%                             |

| Пропускна спроможність плаз збирання оплати | Пропускна спроможність плаз збирання оплати | Пропускна спроможність плаз збирання оплати | Пропускна спроможність плаз збирання оплати | Пропускна спроможність плаз збирання оплати |
| ------------------------------------------- | ------------------------------------------- | ------------------------------------------- | ------------------------------------------- | ------------------------------------------- |
|                                             |                                             |                                             | ам/год:                                     |                                             |
| Оплата готівкою оператору                   | Оплата готівкою оператору                   |                                             | 350                                         | 350                                         |
| Оплата готівкою «без здачі»                 | Оплата готівкою «без здачі»                 |                                             | 500                                         | 500                                         |
| Автомати для монет                          | Автомати для монет                          |                                             | 500                                         | 500                                         |
| Автомати для жетонів                        | Автомати для жетонів                        |                                             | 600                                         | 600                                         |
| Змішані методи оплати                       | Змішані методи оплати                       |                                             | 700                                         | 700                                         |
| З окремими смугами ЕСО                      | З окремими смугами ЕСО                      |                                             | 1200                                        | 1200                                        |
| Лише ЕСО                                    | Лише ЕСО                                    |                                             | 1800                                        | 1800                                        |

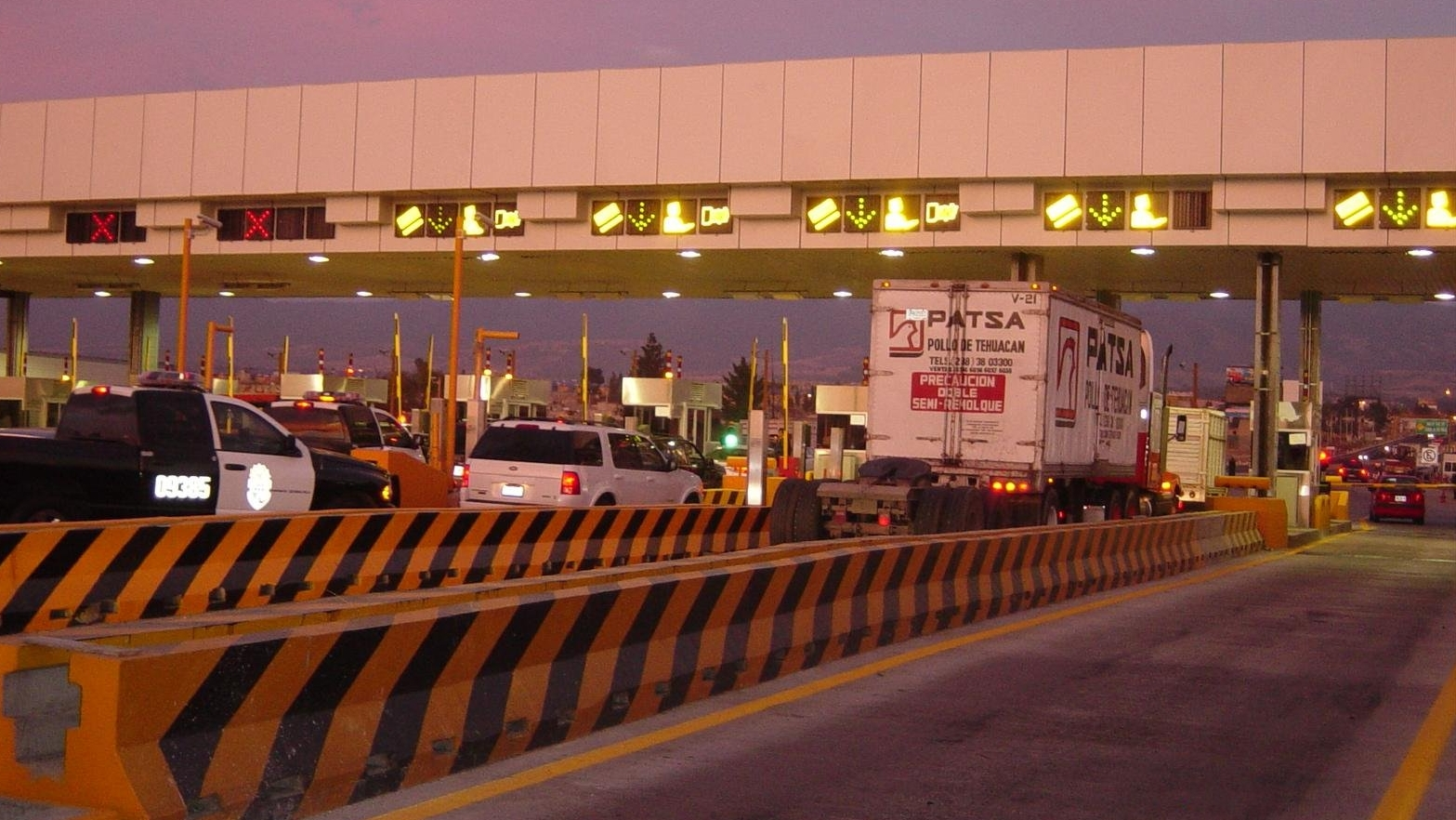
Пункт пропуску на платній дорозі в Мексиці

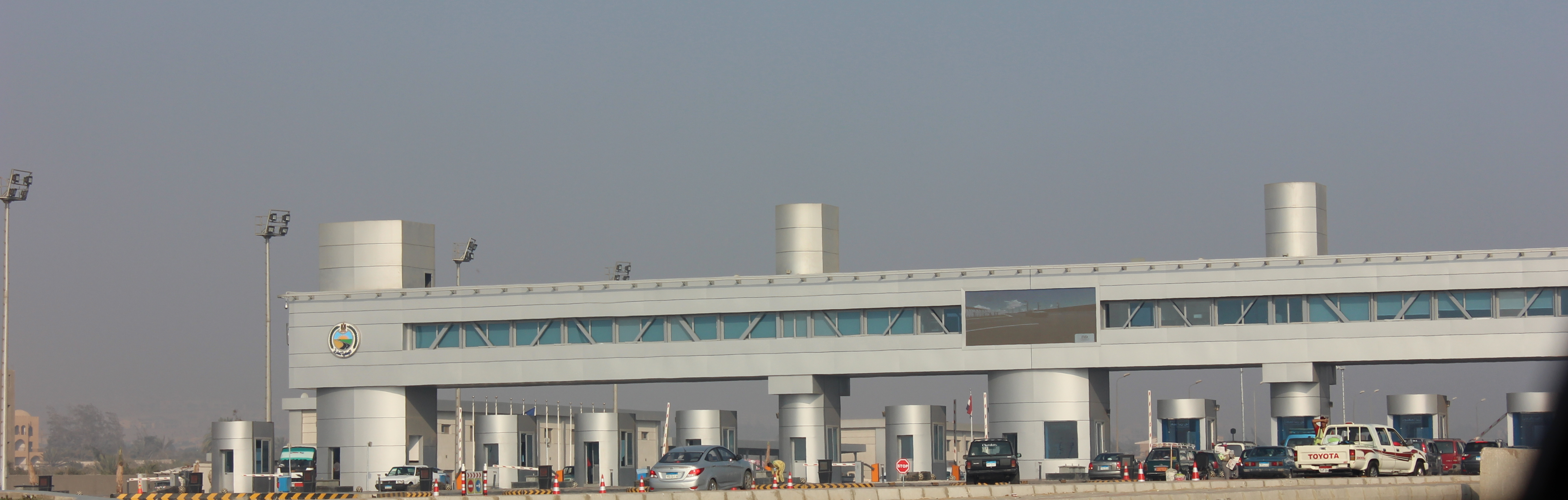
Пункт пропуску на платній дорозі поблизу Гізи, Єгипет

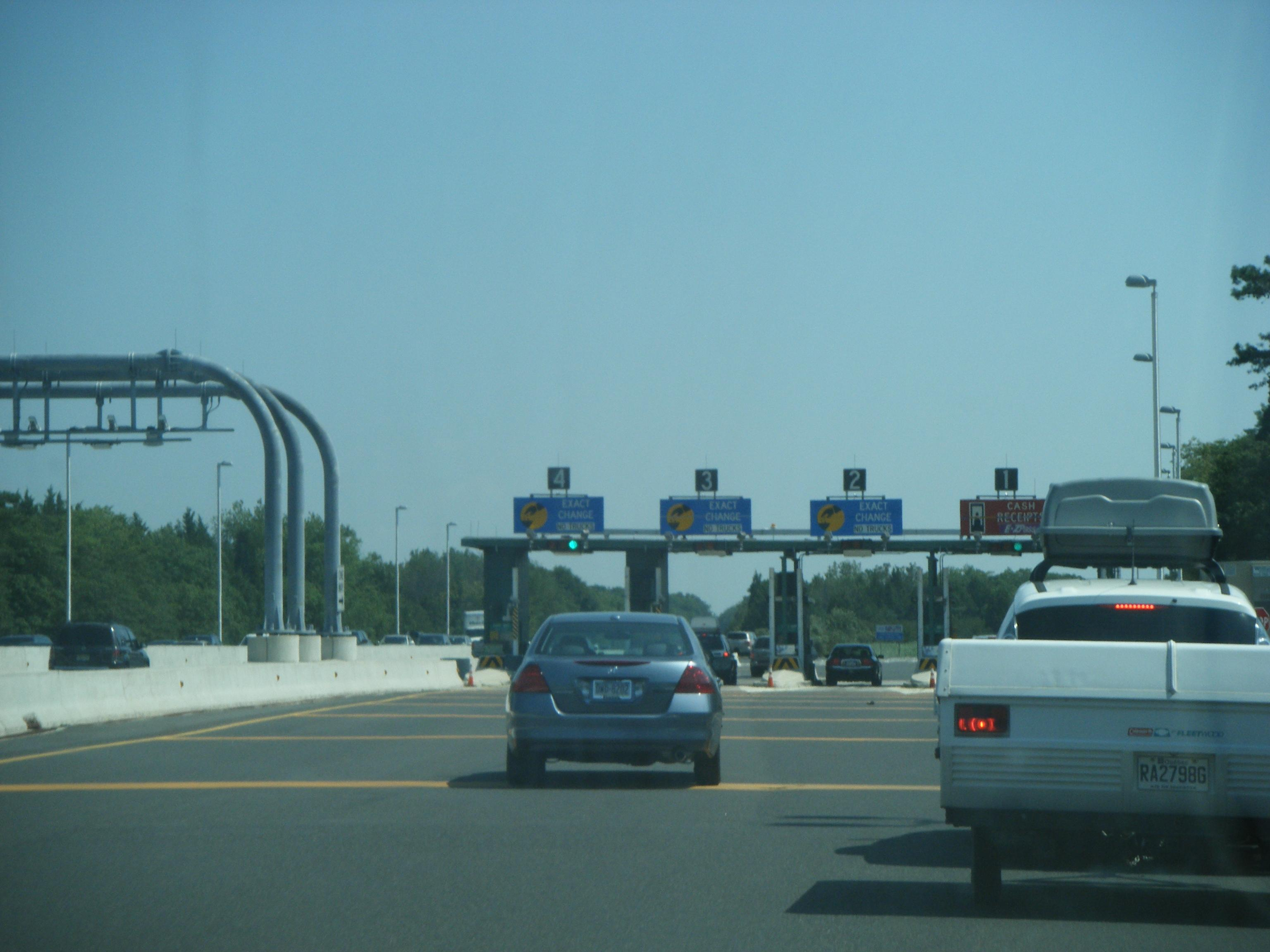
Плаза Cape May на автомагістралі Garden State Parkway (Нью-Джерсі). Кабіни для готівки «без здачі» (2-4) та «зі здачею» (1). Ліворуч — ґантрі для експрес оплати E-ZPass.

До XX століття оплата приймалася винятково готівкою при в'їзді на дорогу. Інколи при в'їзді видавався квиток, який потрібно було оплатити вже при з'їзді з дороги. У XX столітті з розвитком технологій сформувалися інші способи знімання оплати.
Продовжувалася практика ручного способу оплати готівкою на спеціально обладнаних пунктах збору оплати — плазах (англ. toll plaza), наприклад — Chesapeake Bay Bridge–Tunnel, штат Вірджинія. Недоліки такого способу — потреба у заходах захисту готівки від крадіжок чи пограбувань, необхідність зупинки всіх ТЗ, висока частина витрат на зарплату операторів, підвищена забрудненість повітря вихлопними газами. Практична пропускна спроможність при оплаті готівкою (чи картками) становить 350—400 автомобілів за годину (рекорд — 500).
Впровадження автоматів, що приймають жетони або оплату без здачі, стало значним кроком вперед. Деякі з цих машин працювали і продовжують працювати понад 40 років. Процес також вимагає повної зупинки ТЗ і опускання жетона чи грошей в отвір автомата, але це відбувається набагато швидше. Віртуози могли опускати жетони без повної зупинки автомобіля, лише пригальмовуючи. Автомати підвищили пропускну спроможність одної смуги плази до 750—800 авто за годину (рекорд — 900).
У деяких європейських країнах оплата здійснюється за допомогою наклейок («віньєток»), які кріпляться на лобове скло (Австрія, Швейцарія, Чехія, Угорщина, Молдова та ін.). У цьому випадку при проходженні пункту контролю ніяких банківських операцій не проводиться, відеокамери перевіряють (часто лише вибірково) штрих-коди наклейок.
Система автоматичної оплати проїзду автодорогою (англ. electronic toll collection — ETC) (далі САОП), що має три рівні реалізації, дозволяє значно збільшити пропускну спроможність плаз або ж взагалі відмовитися від них. Система передбачає встановлення в кожен ТЗ спеціального електронного пристрою — транспондера, що містить інформацію про реєстрацію ТЗ а також (проте, не завжди) про баланс на рахунку. Транспондер є активним пристроєм, тобто він живиться від внутрішнього акумулятора і може пересилати дані, які вловлюються антенами, змонтованими обабіч дороги чи над нею.
Перший рівень САОП — електронно-бар'єрна система — є автоматизованим бар'єрним пунктом, у якому ТЗ зупиняється перед шлагбаумом, електронний блок зчитує інформацію з транспондера і після пересилання сигналу до центральної станції підіймається штанга шлагбаума.
Приклади реалізації — The Metropolitan Transportation Authority Bridges and Tunnels у Нью-Йорку і Delaware River Port Authority у Філадельфії.
Другим рівнем реалізації є так звана САОП малої швидкості (або повільна САСП), у якій водій проїжджає пункт оплати на швидкості 10—25 км/год. Шлагбаум відсутній, зате встановлені камери для знімання тих авто, що проїхали без оплати. Власне пристрої зчитування даних транспондера розміщуються на рівні ТЗ, на роздільних острівках між смугами руху. Пропускна спроможність одної смуги в цьому випадку зростає до 1200 авто за годину.
Третім рівнем є швидкісна САОП, яка отримала окрему назву англ. Open Toll System або англ. Express Toll Route. У ній відсутні кабіни і плази, натомість встановлені ферми (англ. gantry), на яких змонтовані електронні зчитувачі інформації з транспондерів. Швидкісна САСП вловлює дані з автомобілів, що рухаються на повній швидкості, аж до 200 км/год. Пропускна спроможність є максимальною і рівна пропускній спроможності однієї смуги автомагістралі — 2200 автомобілів за годину.
Зараз багато плаз старої конструкції знаходяться в стані переобладнання (або в очікуванні) з низькоефективного бар'єрного типу на змішані системи, в яких смуги виділені окремо для повільних методів збору оплати (оператор, жетони, повільна САОП) і для швидкісної САОП. Наприклад, Raritan Toll Plaza у штаті Нью-Джерсі має три види смуг — з оператором для оплати готівкою, з автоматами, що приймають оплату монетами «без здачі», та швидкісну E-ZPass систему, яку можна прохати без зупинки на повній швидкості, якщо машина обладнана транспондером (всього 9+5 смуг руху біля плази).

## Збір оплати
Існують три системи платних доріг: відкрита (з пунктами, які перекривають основний рух), закрита (збір коштів при в'їзді/виїзді), відкрита дорога (відсутність пунктів збору коштів; електронний збір на в'їзді/виїзді і/або на ключових ділянках основної дороги).

### Відкрита система
У відкритій системі (англ. open toll system або англ. barrier toll system) весь потік транспорту проходить через спеціальні місця збору коштів (англ. toll plaza) для сплати мита. Ці місця з певним інтервалом розміщені на самій автомагістралі. Термін відкритий можна розуміти, як те, що в'їзд на платну дорогу відкритий для всіх ТЗ, навіть для тих водіїв, хто не має чим оплатити проїзд. Оплата здійснюється, коли ТЗ вже проїхав якусь частину платної дороги. Тариф зазвичай фіксований. У такій системі відпадає необхідність у спорудженні турнікетів на кожній рампі, що з'єднує платну дорогу з іншими. Зате водії змушені час від часу зупинятися на автомагістралі й оплачувати проїзд, тобто не можуть безперешкодно проїхати весь маршрут. Крім того, у години пік біля плаз утворюються черги (зокрема, коли виявляється, що хтось не може оплатити проїзд чи вступає в суперечку з операторами), що може звести нанівець переваги платної дороги.
Така система доцільна лише на окремих ділянках доріг, що не мають рамп чи з'їздів, як, наприклад, дорога The Cobequid Pass у Британській Колумбії. Якщо ж існують неконтрольовані місця доступу, мотористи можуть користатися дорогою безплатно, хоч і не на всій її довжині. У США такий спосіб уникнути оплати за дорогу отримав назву shunpiking, дослівно — «уникнути митного пункту». Для запобігання цьому споруджують додаткові кабіни перед транспортними розв'язками (як, наприклад, на автомагістралі E-470 або Dallas North Tollway), але це відчутно збільшує вартість утримання системи. Інший істотний недолік — збільшення забруднення повітря, оскільки всі автомобілі змушені кілька разів гальмувати перед плазами та знову розганятися.

### Закрита система

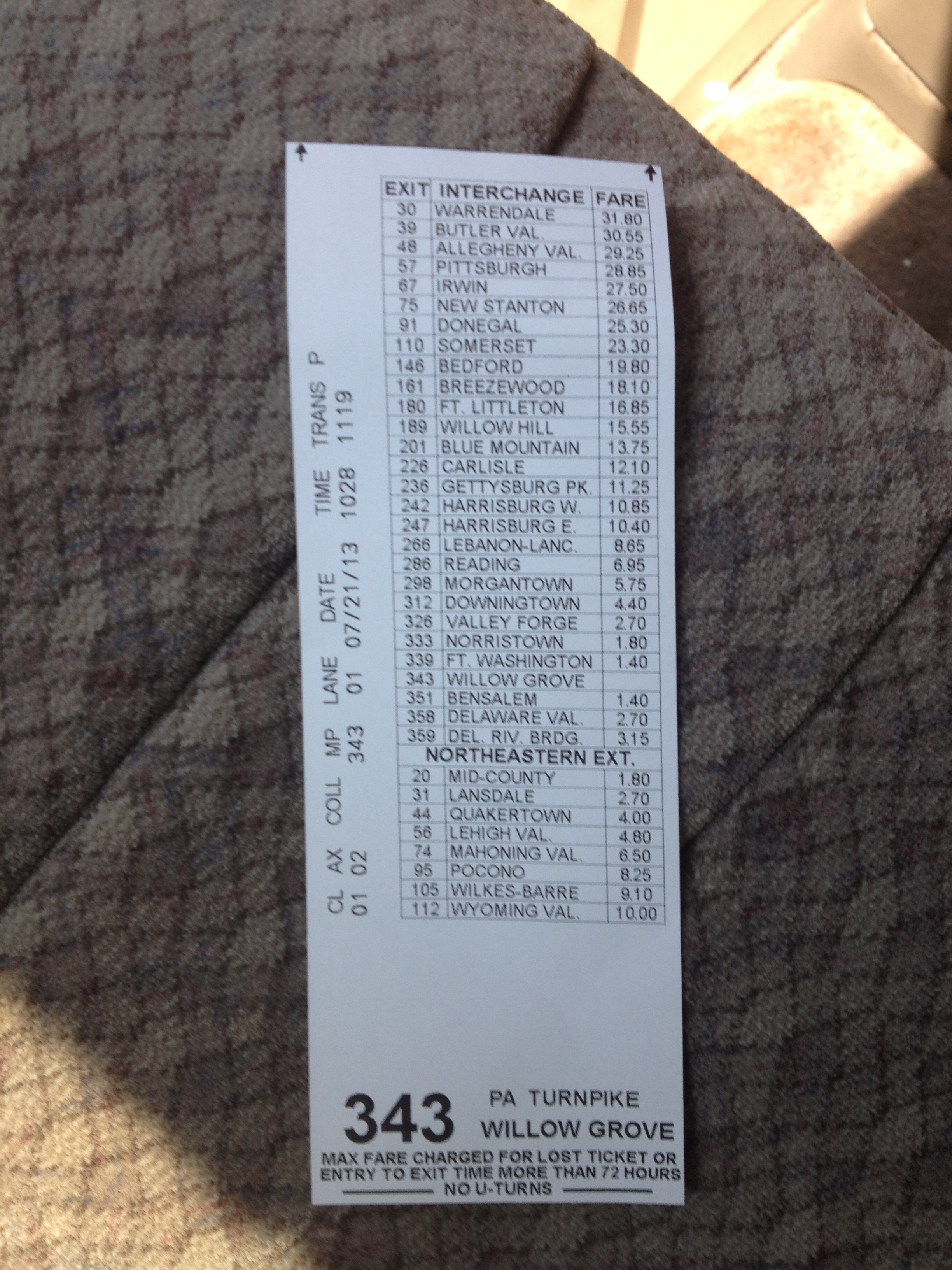
Квиток, виданий при в'їзді на платну дорогу Pennsylvania Turnpike. Пункт в'їзду — Willow Grove. Тариф проставлений для всіх наступних з'їздів з дороги з розрахунку приблизно 10 центів за милю.

У закритій системі (англ. closed system) ТЗ проїжджають плазу при в'їзді на платну дорогу й інколи при виїзді з неї. Термін закритий можна розуміти, як те, що в'їзд на платну дорогу закритий для всіх, поки не буде наперед повністю (або інколи частково) оплачений проїзд. Якщо існує лише плаза на в'їзді, то величина збору фіксована, якщо ж плази встановлені й на виїзді, то оплата може залежати від пройденої віддалі. У цьому випадку водій повинен зберегти в'їзний квиток. Зазвичай, якщо квиток був загублений, водієві доводиться платити максимальну суму.
Один із варіантів оплати в закритій системі — фіксована сума при в'їзді, а також додатково додаткова оплата при виїзді, яка враховує пройдену віддаль). Приклади закритих систем: Kansas Turnpike, Ohio Turnpike, Pennsylvania Turnpike, New Jersey Turnpike, більшість з Indiana Toll Road, New York State Thruway, Florida's Turnpike.

### Система «відкрита дорога»
У системі відкрита дорога (англ. Open Road або англ. Express Toll Road, або англ. All Electronic Tolling,) автомобілі можуть проїжджати плази по виділених смугах без зупинки (і часто без зниження швидкості). Для цього ТЗ повинен бути оснащений транспондером, який кріпиться до лобового скла і який містить ідентифікаційний номер автомобіля. Транспондер передає закодований сигнал на приймальні пристрої, розміщені обабіч дороги чи над нею. Далі центральний процесор проводить нарахування оплати для зареєстрованого клієнта.
Автомобіль без такого пристрою, що проїхав смугою відкрита дорога, зазвичай фотографується, розпізнається за номерним знаком і його власнику приходить рахунок за значно вищим тарифом, ніж він сплатив би на зупинці на плазі. Сучасне електронне обладнання дозволяє обмінюватися даними з транспондером на повній швидкості руху.
Зустрічаються також комбіновані системи. Open Road Tolling  (ORT) — системи, що поєднують традиційні плази для оплати картками чи готівкою та виділені смуги руху для електронної оплати. All Electronic Tolling (AET) — якщо плази відсутні взагалі, а оплата здійснюється лише електронним способом з допомогою транспондерів (або використовуючи розпізнавання номерних знаків).

## Мережі платних доріг у світі
Загалом понад 45 країн світу мають платні дороги.

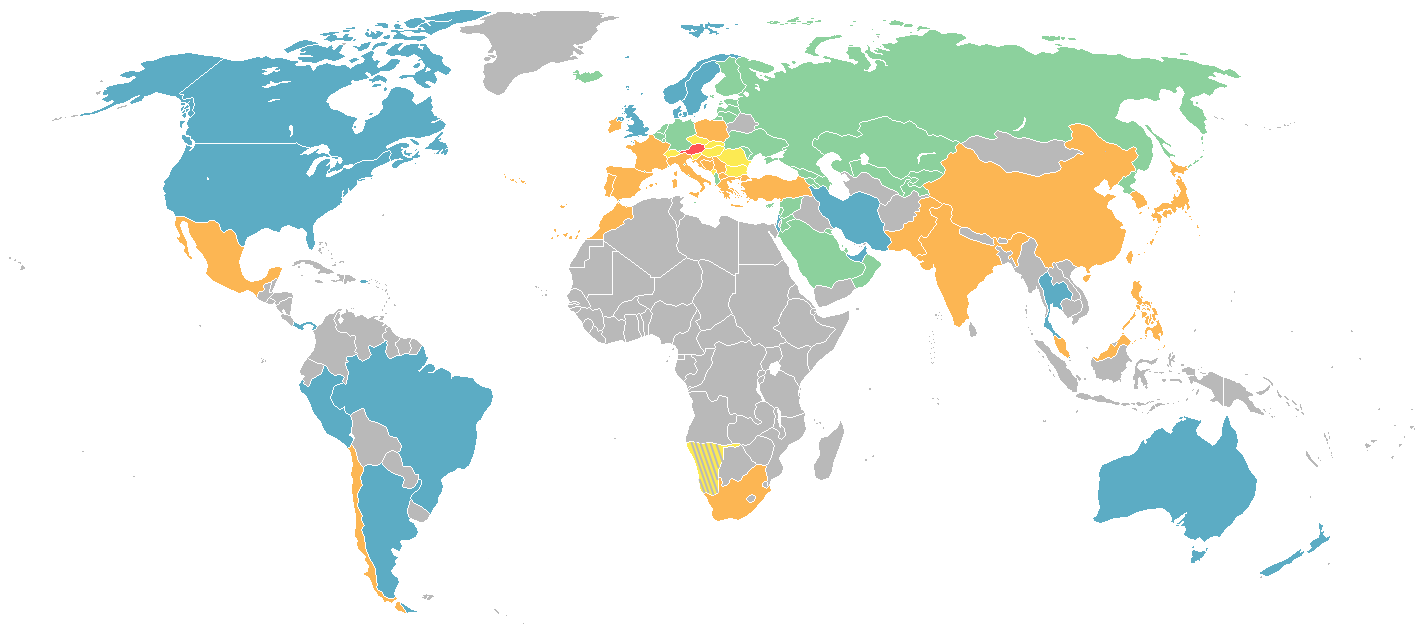
Поширення оплатності проїзду автомобільними дорогами у світі
Безоплатно
Оплатні деякі ділянки
Застосовуються наклейки (віньєтки), що свідчать про попередню оплату
Оплата залежно від пройденої дистанції
Віньєтки та окремі оплатні ділянки
Немає даних

| Країна             | Загальна протяжність доріг з твердим покриттям, км | Протяжність платних доріг, км | %    |
| ------------------ | -------------------------------------------------- | ----------------------------- | ---- |
| КНР                | 4 106 387                                          | 123 000                       | 3,0  |
| Бразилія           | 1 580 964                                          | 19 117                        | 1,2  |
| Франція            | 1 028 446                                          | 8428                          | 0,8  |
| Японія             | 1 210 251                                          | 8428                          | 0,7  |
| США                | 6 586 610                                          | 8000                          | 0,12 |
| Канада             | 4 310 000                                          | 355                           | 0.01 |
| Італія             | 487 700                                            | 6757                          | 1,4  |
| Іспанія            | 683 175                                            | 3618                          | 0,5  |
| Португалія         | 71 294                                             | 2970                          | 4,2  |
| Туреччина          | 177 550                                            | 2155                          | 1,2  |
| Малайзія           | 144 403                                            | 1821                          | 1,3  |
| Білорусь           | 94 797                                             | 1613                          | 1,7  |
| Угорщина           | 76 075                                             | 1481                          | 1,9  |
| Індія              | 4 689 842                                          | 1455                          | 0,03 |
| Хорватія           | 29 410                                             | 1313                          | 1,5  |
| Індонезія          | 496 607                                            | 1056                          | 0,2  |
| Росія              | 984 000                                            | 9431                          | 1,0  |
| Польща             | 292 134                                            | 698                           | 0,2  |
| Філіппіни          | 217 456                                            | 483                           | 0,2  |
| Північна Македонія | 14 182                                             | 242                           | 1,7  |
| Ірландія           | 92 369                                             | 173                           | 0,2  |
| Ізраїль            | 18 566                                             | 110                           | 0,6  |

### США

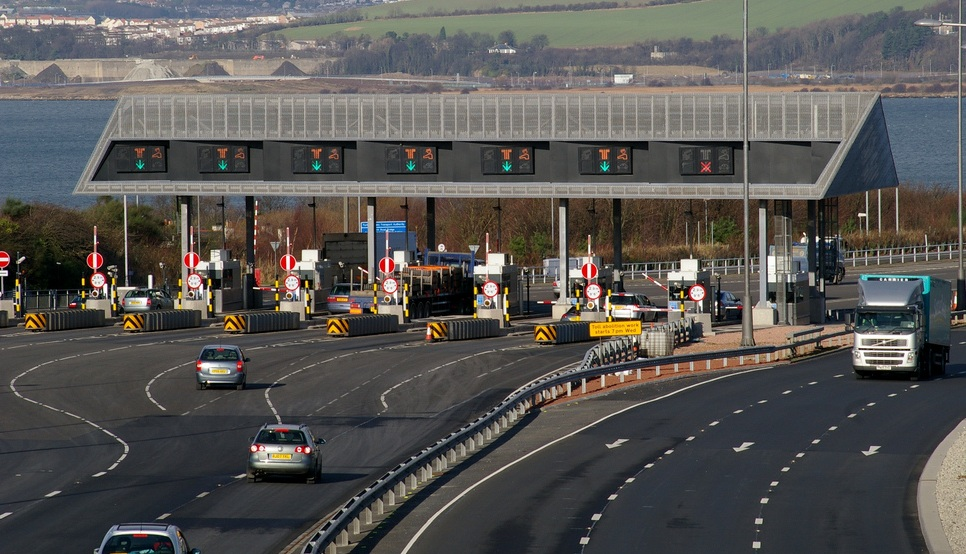
Операторські кабінки на платній дорозі у Великій Британії

Протяжність платних доріг у 35 штатах Америки становить понад 8 тис. км. Переважна більшість з них пролягають на сході та півночі країни.

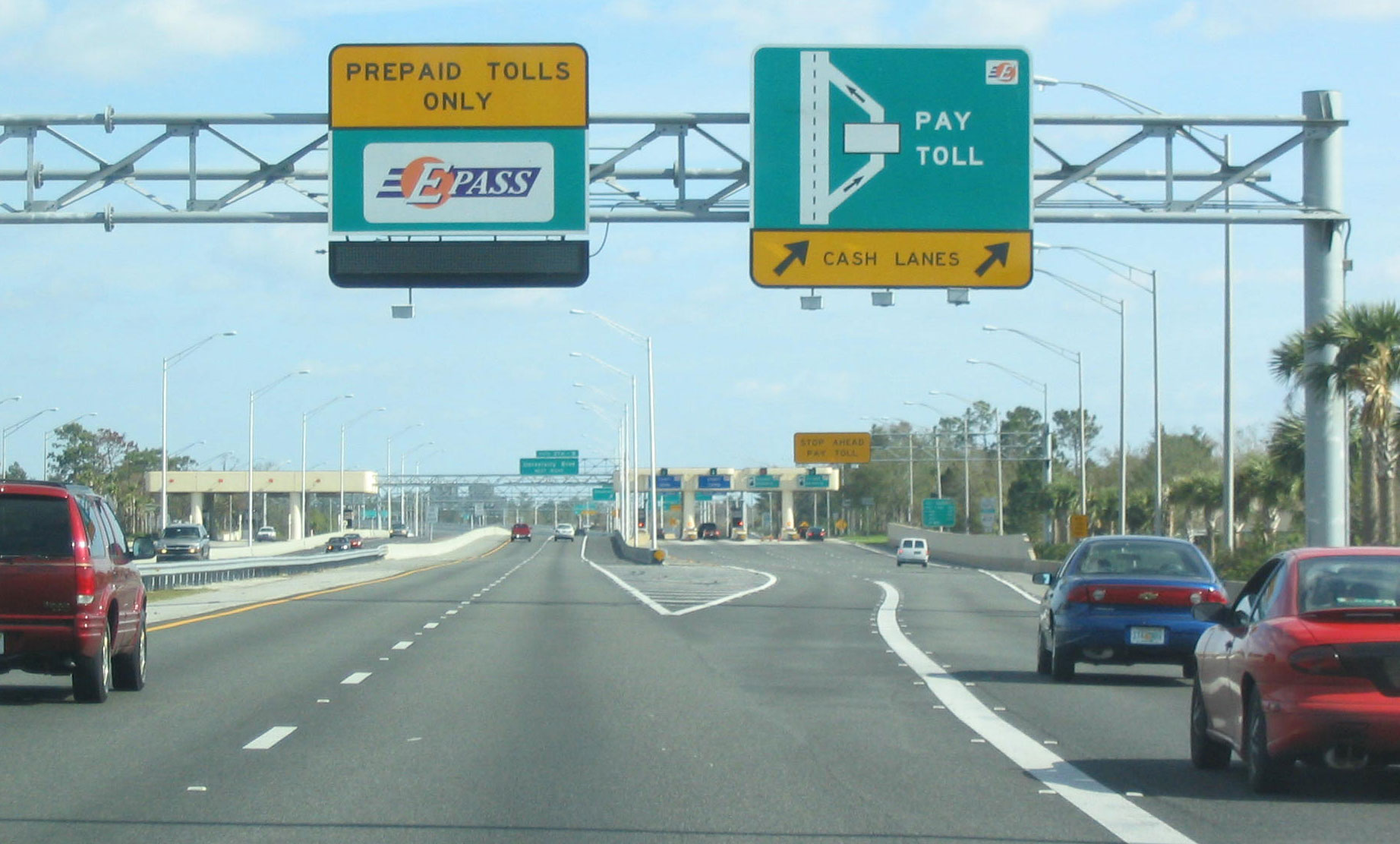
Автомобілі з транспондерами E-ZPass проїжджають плазу без зупинки. Флорида, автомагістраль SR 417 поблизу Орландо

Майже всі платні дороги США мають плази з кабінками для збирання оплати. Деякі з них обладнані шлагбаумами, інші — лише відеокамерами. Якщо дорога передбачає електронний спосіб оплати, як, наприклад E-ZPass (29 штатів США), FasTrak (Каліфорнія); SunPass (Флорида); K-Tag (Канзас); Pikepass (Оклахома), TxTag (Техас), то для автомобілів з транспондером виділені окремі смуги. На сучасніших плазах такі смуги зроблені в обхід кабінок і ними можна проїжджати не знижуючи швидкості.

### Велика Британія
В Англії є лише одна платна магістраль — M6, довжиною 46 км. Оплата за проїзд здійснюється через шлагбаумні пропуски на двох плазах, наприкінці платної ділянки. Ще одна плаза розміщується на з'їздах ближче до північного кінця дороги. Способи оплати — готівкою, карткою чи англійським варіантом транспондера — toll tag. Навіть за використання електронного пристрою він повинен мати достатню суму на балансі для проїзду.

### Канада

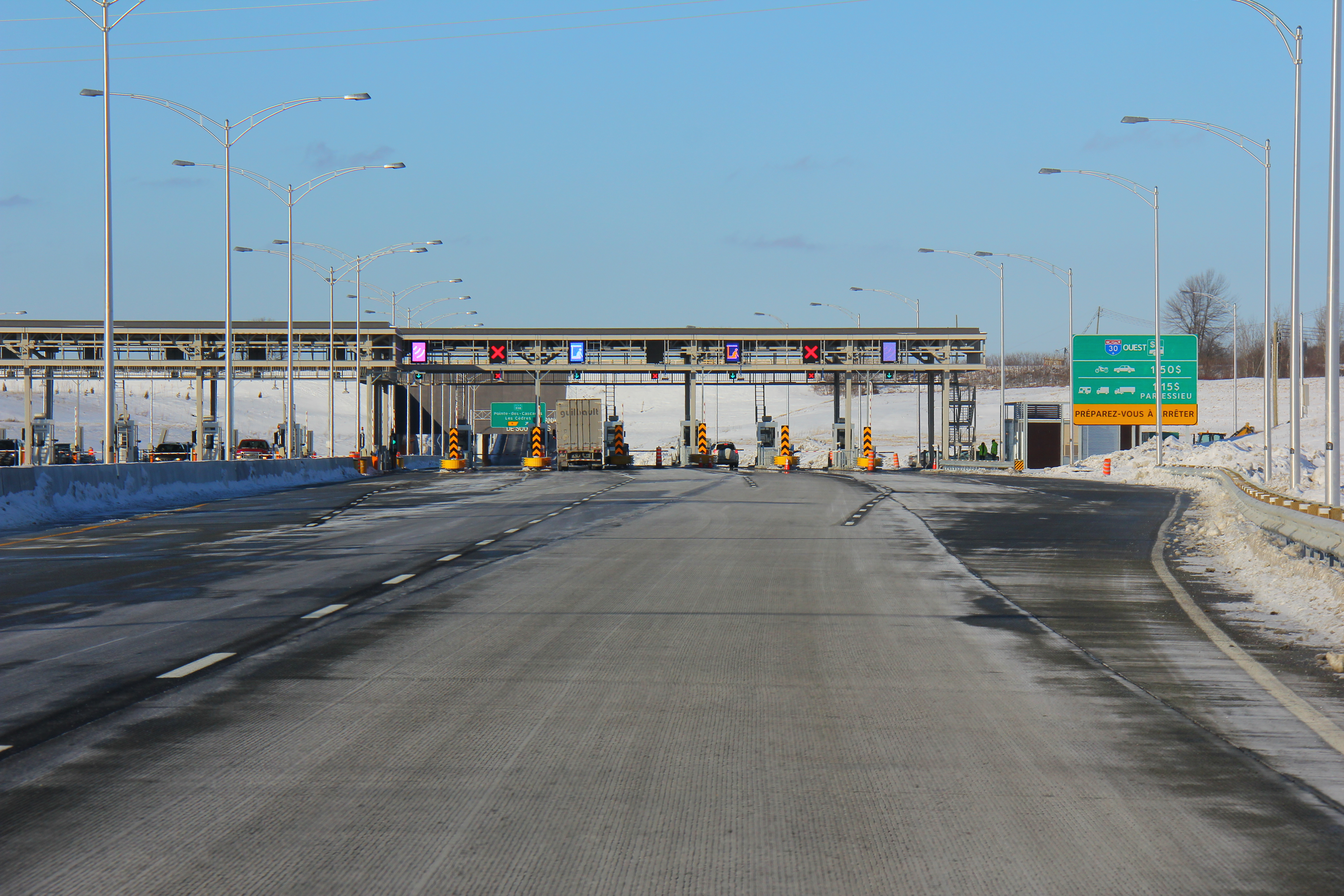
Пункт пропуску на платній дорозі Autoroute 30, Монреаль

У XIX столітті кілька артеріальних доріг Торонто були платними, але після 1895 року всі вони перейшли у вільне використання.
Зараз Канада має п'ять платних автомагістралей — Highway 407 (139 км), Highway 412 (10 км) та Highway 418 (9 км) в Онтаріо, The Cobequid Pass (ділянка Highway 104 довжиною 45 км) у Новій Шотландії і The Quebec Autoroute 30 (161 км) у Квебеку. До 2008 року платною була також магістраль The British Columbia Highway 5 у Британській Колумбії, але після погашення кредитів на будівництво проїзд дорогою став безкоштовним.
The Quebec Autoroute 30 і The Cobequid Pass обладнані кабінами, біля яких потрібно зупинитися і провести оплату за проїзд. Одна смуга виділена лише для автомобілів з транспондерами. За наближення автомобіля (швидкість до 20 км/год) електронний пристрій отримує сигнал від транспондера і викриває шлагбаум. Можна також сплачувати готівкою. Кредитні картки працюють лише на Autoroute 30. Особливістю The Cobequid Pass є те, що на цій дорозі існує лише один пункт збору оплати — якраз посередині платної ділянки Highway 104.
Дві чинні платні автомагістралі Онтаріо — Highway 407 та Highway 412 належать трьом співвласникам — Cintra (43.23 %), Canada Pension Plan Investment Board (40 %) та SNC-Lavalin (16.77 %). Зараз ці магістралі вважаються технічно найпередовішими у світі. На них немає кабінок для збирання оплати. Реєстрація в'їзду на дорогу та з'їзду здійснюється електронним способом і дозволяє фіксувати автомобілі, що рухаються зі швидкістю понад 200 км/год.

### Німеччина
До 2003 року у Німеччині не було платних автомагістралей. З цього року було введена плата для вантажних автомобілів. А 2015 року урядом ФРН було запропоновано систему Pkw-Maut (дослівно — дорожнє мито з легкових автомобілів). Мито планується збирати за користування 13 тис.км автобанів та 39 тис.км федеральних доріг. Причому іноземці платитимуть лише за автобани, а жителі Німеччини отримуватимуть значні компенсації. Від мита пропонується звільняти мотоцикли, електропривідні авто та водіїв-інвалідів. Контроль за оплатою здійснюватиметься шляхом розпізнавання номерних знаків і перевіркою їх з базою даних про оплату.
Ці плани відразу викликали супротив сусідніх держав, які розглядають дане мито як дискримінаційне стосовно іноземців у Німеччині.
Згодом було оголошено, що з урахуванням технічних та інформаційних труднощів впровадження Pkw-Maut відкладається до 2020 року.

### Росія
Сучасні платні дороги в Росії розпочали своє існування з 1999 року (20 км ділянки траси М4 у Липецькій області). Зараз Росія має понад 1100 км платних доріг на території 11 областей. Крім того, знімається плата за проїзд кількома мостами через річки Кама та Буй.
Оплата здійснюється за допомогою транспондерів (T-Pass, 15-58, ЗСД), готівкою або кредитними картками.

## Перспективи платних доріг в Україні
В Україні відсутні платні автомобільні дороги. Закон дозволяє їх будувати (законодавство про концесії існує з 1999 року), проте вимагає їх суттєвого удосконалення та забезпечення альтернативного проїзду автомобілів безоплатним шляхом, причому альтернативний шлях не повинен бути більші ніж удвічі довший, ніж платною дорогою. Тому нові траси слід прокладати «з нуля» поруч з діяльними дорогами — коштом інвесторів, які отримуватимуть дохід.
Автошлях М 05 (Київ — Одеса) задумувалося реконструювати як платний, проте він так і не був переведений у платну категорію. А згідно з прийнятим законом № 6766 «Про внесення змін у деякі законодавчі акти України у сфері будівництва та експлуатації автомобільних доріг» у майбутньому він не може стати платним, оскільки закон забороняє переводити вже наявні дороги на платну основу.
2013 року відбулася презентація планів будівництва платних доріг:
| № з/п | Маршрут                                                                             | Існуючі дороги  | Протяжність, км | Приблизна вартість, млрд грн |
| ----- | ----------------------------------------------------------------------------------- | --------------- | --------------- | ---------------------------- |
| 1     | Перша черга Великої кільцевої автомобільної дороги навколо Києва                    | Р03             | 74,6            | 20,6 (у цінах 2009 р.)       |
| 2     | Краковець — Львів — Броди — Рівне                                                   | E40 М06         | 258             | 13                           |
| 3     | Кордон з Російською Федерацією (Гоптівка (пункт контролю)) — Харків — Новомосковськ | E105            | 209             | 3,9                          |
| 4     | Одеса — Монаші з мостовим переходом через Дністровський лиман (на Рені)             | Н33 E87         | 81              | 8,2                          |
| 5     | Благовіщенське — Миколаїв — Херсон — Красноперекопськ — Сімферополь                 | Н24 E58 E97 Н05 | 532             | 24,2                         |
| 6     | Харків — Красноград — Перещепине — Новомосковськ                                    | E105            | 159,7           | 2,7                          |

У вересні 2013 року Кабінет Міністрів України дозволив будівництво трьох автомагістралей на умовах концесії:
1. Львів — Краковець;
2. Ульянівка — Миколаїв — Херсон — Красноперекопськ — Сімферополь;
3. Новомосковськ — Запоріжжя — Мелітополь — Джанкой — Сімферополь[51].

Розглядається також будівництво платної дороги Львів-Тернопіль (приблизно 120 км).
Найближчим до реалізації проєктом є ділянка дороги Львів — Краковець. Вона є найбільш «вузьким місцем» міжнародного транспортного коридору № 3 (Берлін/Дрезден — Вроцлав — Львів — Київ).
Цю дорогу мали намір збудувати ще за президентства Кучми, а потім — до Євро-2012. Зараз (2018 рік) триває розробка конкурсної документації на визначення концесіонера. Запланований термін концесії становитиме 49 років, у тому числі етап будівництва — 4 роки та етап оперування — 45 років. Ділянка довжиною 84,4 км матиме чотири смуги й відповідатиме категорії І-а.
Численні публікації в українській пресі не містять описів технічних параметрів майбутніх платних доріг. Є лише згадки про категорію І-а українських норм. Також невідомо, яким буде тариф, чи будуть пільгові умови, яким чином планується організувати знімання плати за користування дорогою. Очевидно, компанія, що візьме дорогу в концесію, сама буде вирішувати, якими технічними засобами оснастити дорогу. Відповідно, проєкт дороги буде підлаштований під конкретні технічні деталі. В одній із презентацій проєкту пропонувалося спорудження пунктів збору плати на 4 смуги руху в кожному напрямку, тобто, що буде використана відкрита система оплати без надання опції відкрита дорога.
Умови концесійного конкурсу на будівництво та експлуатацію цієї дороги були погоджені Кабміном 1 квітня 2015 року.
Проте конкурс провалився на початку вересня. Повторний конкурс планували на перше півріччя 2017 року. Однак він так і не відбувся, і на початку 2018 року «Укравтодор» оприлюднив плани укласти перший договір вже цього року. У наступних інтерв'ю міністр інфраструктури України знову відсунув терміни тендеру на першу половину 2019 року.
Пізніше терміни тендеру знову були підкоректовані — кінець 2018 року. У цьому ж інтерв'ю була оголошена і приблизна ціна проїзду — 11 центів за кілометр.
У серпні 2017 року оголошено про початок підготовки до запуску будівництва першої концесійної дороги Київ — Біла Церква.
Експерти прогнозують, що реальне будівництво платних доріг може розпочатися не раніше 2020 року.
Проте не всі погоджуються, що Україні під силу спорудити платні дороги і що вони взагалі можливі за даних умов. Так, віцепрем'єр України Володимир Кістіон висловлюється проти ідеї платних доріг
|  | Не буває такого, щоб дороги були європейські, а життя – «африканським» |

Основні аргументи проти спорудження платних доріг в Україні
- недосконалість наявної нормативної бази

|  | Існуюче законодавство робить спорудження концесійних доріг неможливим. Не гарантується трафік, не гарантуються валютні ризики, до того ж інвестор залишається кинутим у питанні землі. |

- недостатнє завантаження майбутньої дороги;
- невирішена процедура викупу земель під дорогу;
- надто довгі ділянки доріг, щоб забезпечити мінімально окупну інтенсивність руху.

У загальному висновку стверджується, що
|  | ... Україна для платних доріг занадто велика, малолюдна і бідна. |

Інші експерти також вказують на те, що інтенсивність руху навіть на найзавантаженіших дорогах України недостатня для прибутковості платної дороги. На ділянці Краковець-Львів очікувана інтенсивність становить 10 тис. авто за добу, а прибуток дорога може приносити при інтенсивності 18 тис. авто за добу. У Росії ж вважають, що потрібно принаймні 25 тис. авто за добу.

## Порушення правил користування платними дорогами

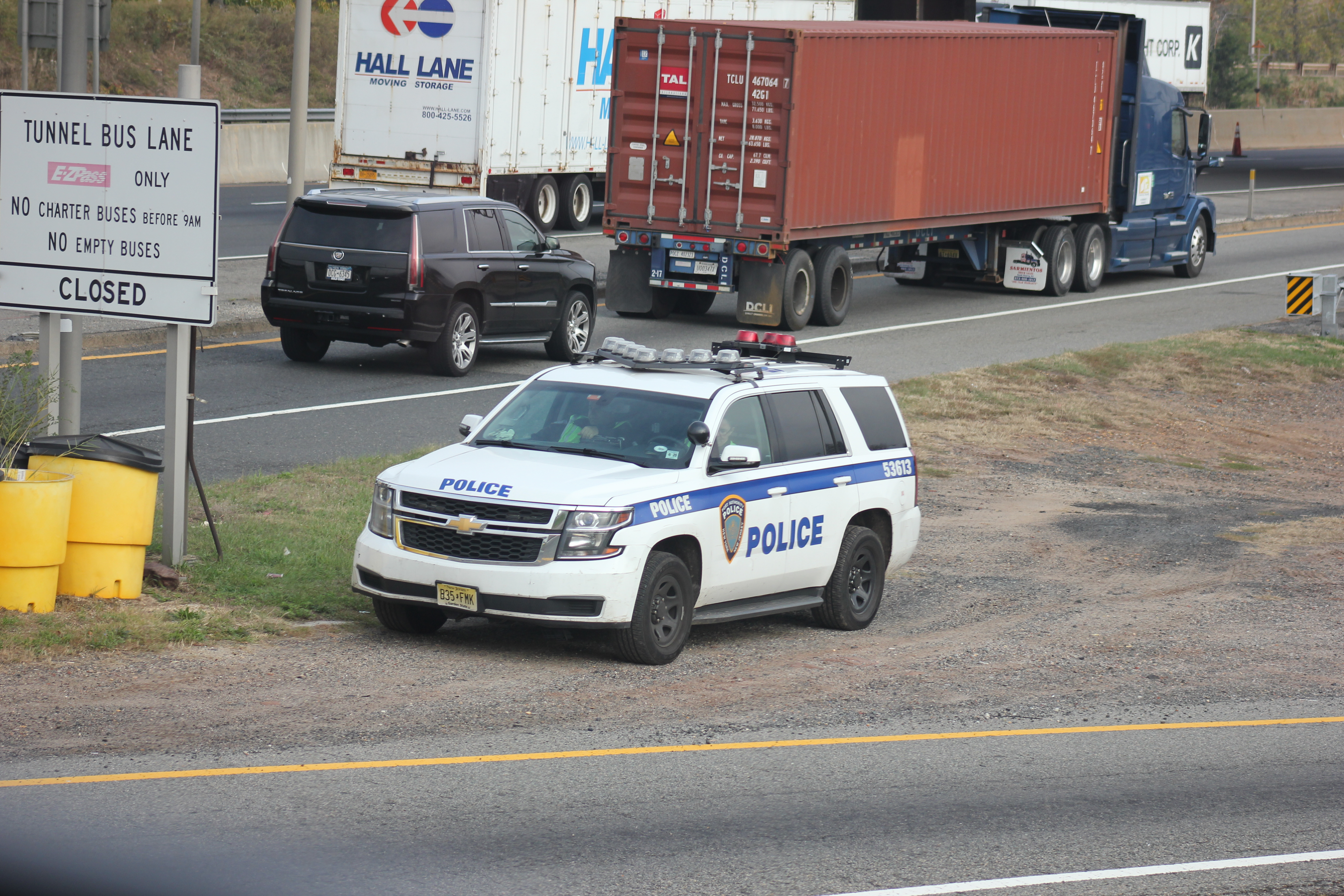
Черговий поліційний автомобіль поблизу тунелю Лінкольна на платній дорозі Нью-Джерсі

Основний вид порушення — це ухилення від оплати. Найпоширеніші способи уникнути фіксації сканером чи камерою — відсутні або повністю чи частково закриті номерні знаки, малопрозора плівка чи пластина на знаках.
«Технічно просунуті» водії навіть конструюють номерні знаки, які можна тимчасово повернути в горизонтальне положення за допомогою спеціального тросика, протягнутого до салону (Відео на YouTube). Інший «винахідник» сконструював шторку з дистанційним керуванням, яка закривала знак (Відео на YouTube). Поліція відловлювала мотоциклістів, що вхитрялися ногами закривати номерні знаки при проходженні ґантрі. А найбільш віртуозним способом був випадок, коли пасажир легковика пролазив до багажного відділу, відкривав кришку багажника і затуляв номерні знаки.
Зазвичай компанії, що мають у власності платну дорогу, не оголошують процент порушень. Оцінки незалежних експертів коливаються навколо 2 %. Для прикладу, на платних дорогах округу Орендж транспортні агенції недоотримали 15 мільйонів доларів за 2013—2014 роки. З них лише 3,8 мільйона припадали на автомобілі без номерних знаків. Водії користуються прогалиною в законодавстві штату, яке дає 90 днів часу на встановлення номерних знаків на автомобілі, що були придбані в автодилерів. Протягом цього періоду (який часто затягується) вони можуть безплатно їздити платними дорогами й не бути за це покараними.
Далеко не всі з порушень є навмисними, частина порушень трапляється через несправні транспондери, погані погодні умови (наприклад, коли сніг чи бруд роблять неможливим зчитування окремих знаків номера). Наприклад, значна частина порушень, що відбувалася на початку відкриття платних доріг E-470 у Денвері та Thruway у штаті Нью-Йорк траплялися через погану інформованість водіїв та недостатню кількість та якість інформаційних знаків.
Для попередження свідомих та ненавмисних порушень вживаються наступні заходи:
- встановлення звукових та миготливих світлових знаків на роздільних острівках. Пристрої вмикаються, якщо ТЗ покидає зону плази коли транзакція ще не завершена;
- встановлення автоматичного шлагбаума. Цей пристрій додає 1 —1,5 с до часу обробки платежу й активується, коли він успішно проведений;
- спостереження за проведенням оплати. Зазвичай це вибірково роблять оператори через так звані «прозорі дзеркала», як, наприклад, на плазах автомагістралі Garden State Parkway (Нью-Джерсі);
- періодичне патрулювання поліції;
- освітлення подій у засобах масової інформації;
- встановлення камер відеоспостереження.

## Ставлення громадськості до платних доріг

### Критика та опозиція
Платні дороги часто стають об'єктом критики як окремих громадян, так і офіційних осіб та організацій.
Серед основних претензій висуваються такі.:
- оплата за дорогу є регресивним оподаткуванням — воно не враховує доходи окремих осіб і тому є обтяжливим для осіб з низьким доходом;
- платні дороги неефективні, оскільки велика частина зібраних коштів йде на саме утримання системи збирання оплати;
- оплата за дорогу несправедлива, оскільки в більшості країн вже збирається транспортний податок, тобто водії платять двічі;
- платні дороги змушують частину водіїв вибирати окружні маршрути з частими зупинками і меншою швидкістю, що погіршує екологічну ситуацію, створює дорожні затори та підвищує ризик дорожньо-транспортних пригод;
- те саме стосується і плаз, де проводиться оплата проїзду;
- за електронного способу оплати з багатьма водіями поводяться як порушниками закону, якщо вони вчасно не оплатять рахунки;
- оператори приватних доріг отримують надприбутки;
- платні дороги впливають на приватний бізнес, заставляючи його переміщатися в місця, де транспортні витрати менші.

Якщо приватні особи та бізнесмени зазвичай постійні у своїх поглядах на платні дороги, то політики часто змінюють свої висловлювання в залежності від ситуації. Мер Торонто Джон Торі в колишніх висловлюваннях називав платні автомагістралі «грабунком на дорозі», проте після обрання мером міста змінив свою думку на протилежну, пропонуючи зробити дві основні магістралі, що ведуть до центра міста (Gardiner Expressway та Don Valley Parkway) платними.
Щодо суспільного ефекту, стурбованість викликають такі аспекти:
- громадськість не отримає належної долі з майбутнього прибутку компанії, що приватизувала дорогу чи взяла її в лізинг. Аналітики підрахували, що багато доріг окуповуються за менше, ніж 20 років, а тому компанії, що мають контракт на 75 чи 99 років, після цього терміну отримують надприбутки.
- громадськість втрачає контроль над дорожнім рухом. Платні дороги змушують багатьох водіїв обирати паралельні маршрути, що різко збільшує інтенсивність руху на них та скорочує міжремонтні терміни. 2016 року жителі Вітбі направили петицію до урядовців провінції. У листі зазначалося, що переведення автомагістралі HWY412 на платну основу (як і планувалося ще на стадії проєктування) спричинить значне погіршення ситуації на місцевих дорогах[85].
- правознавці та економісти не можуть повністю врахувати громадські інтереси на багато років уперед і не можуть запевнити, що угоди приватизації залишатимуться справедливими та ефективними через кілька поколінь (наприклад, автомагістраль Pocahontas Parkway[en] у Вірджинії віддана у власність компанії Transurban на 99 років).

### Протести
Платні дороги інколи викликають активні форми протесту. Класичним прикладом є Бунти Ревеки, що відбулися 1839 та повторилися 1842 та 1844 роках. Високі тарифи на платні дороги у південній частині Уельсу (Велика Британія) стали однією з причин бунтів селян, у ході яких руйнувалися пункти збору оплати. Актом 1844 року тарифи були знижені.
У квітні 2018 року в Тирані (Албанія) пройшли масові протести проти платної дороги, що з'єднує Тирану з Косово. Протестанти закидали поліцію камінням, спалили кілька пунктів збирання оплати, 13 поліціянтів було поранено, 23 учасники заворушень заарештовано. Лише через кілька місяців вдалося повністю відновити пошкоджену дорогу, але немає повідомлень, чи були зроблені якісь полегшення в оплаті проїзду.
У Південно-Африканській Республіці тисячі людей вийшли на вулиці у березні 2012 року протестуючи проти платних доріг, називаючи це «грабунок на дорозі». Це був один з найбільших марш-протестів з часів апартеїду 1990-х. Втім пройшов він мирно і без насилля. Інші заворушення, пов'язані з протестом проти умов найму на роботу, пройшли у квітні 2018 року. І хоча вони не були пов'язані з дорогами, проте хвиля насильства та вандалізму пройшлася саме по платній дорозі N3 між містами Дурбан та Йоганнесбург. Десятки вантажівок було спалено на дорозі, знищено пункти збору оплати.
Схожа ситуація виникла у Мексиці влітку 2016 року, коли вчителі під час протестів, пов'язаних з умовами праці, на багато днів заблокували платну дорогу біля Оахака-де-Хуарес. Ситуація повторилася наступного року поблизу Мехіко, де водії вантажівок, протестуючи проти підвищення цін на пальне, заблокували роботу автозаправних станцій і попутно — кількох плаз, зробивши проїзд авто безкоштовним.
У січні 2018 року в Країні Басків водії вантажівок бойкотували платні дороги N1 та AP-15. Унаслідок протестів суд країни визнав протиправним збирання оплати з вантажівок на цих дорогах. Це судове рішення привернуло увагу уряду та громадськості до проблеми платних доріг. Більшість таких доріг мають безплатні альтернативні варіанти, що робить платні дороги малоприбутковими. У червні 2018 року уряд Іспанії оприлюднив наміри не продовжувати контракти з компаніями, що обслуговують ці дороги, і зробити проїзд ними безкоштовним.
Акції протесту проти платних дорогі проходили також у Греції, де місцеві жителі у січні 2011 року кілька годин блокували плази та дозволяли тисячам авто проїхати безоплатно.
У Росії платні дороги теж часто викликають невдоволення водіїв. У Санкт-Петербурзі водії вантажівок таранили шлагбауми на пунктах збору оплати. А в листопаді 2015 року по країни пройшли масові протести водіїв-дальнобійників проти «Платон» — системи оплати за проїзд по федеральних дорогах.

### Захист громадських інтересів
Для захисту громадських інтересів пропонується шість основних принципів, які повинні бути закладені в угодах приватизації доріг:
- громадськість повинна мати контроль над рішеннями щодо транспортного планування та управління;
- громадськість повинна отримати справедливу долю від прибутків;
- контракти не повинні бути складені на більш ніж 30 років через непевність у майбутній ситуації та через ризик, що збитки від невигідного контракту зростатимуть з часом у експоненційній залежності;
- контракти повинні передбачати сучасні методи утримання доріг та заходи безпеки на них (а не мінімально допустимі);
- повинна бути передбачена прозорість у процедурі громадських голосувань щодо приватизації доріг;
- законодавчі органи повинні схвалити фінансовий звіт, а не лише сам факт угоди.